# Cantrainea
Cantrainea is een geslacht van weekdieren uit de klasse van de Gastropoda (slakken).

## Soorten
- Cantrainea alfi Huang, Fu & Poppe, 2016
- Cantrainea boswellae (Barnard, 1969)
- Cantrainea gibbula (Thiele, 1925)
- Cantrainea globuloides (Dautzenberg & H. Fischer, 1896)
- Cantrainea indica (E. A. Smith, 1894)
- Cantrainea inexpectata B. A. Marshall, 1979
- Cantrainea jamsteci (Okutani & Fujikura, 1990)
- Cantrainea macleani Warén & Bouchet, 1993
- Cantrainea nuda Okutani, 2001
- Cantrainea panamensis (Dall, 1908)
- Cantrainea peloritana (Cantraine, 1835)
- Cantrainea philipiana (Dall, 1889)
- Cantrainea sunderlandi (Petuch, 1987)
- Cantrainea tosaensis (Habe, 1953)
- Cantrainea yoyottei Vilvens, 2001